# Михайлов, Валентин Олегович
Валентин Олегович Михайлов (род. 7 декабря 1948 года) — советский и российский геофизик, академик РАН (2025).

## Биография
Родился 7 декабря 1948 года.
В 1971 году — с отличием окончил кафедру геофизических методов поиска и разведки полезных ископаемых геологического факультета МГУ.
По окончании ВУЗа был распределён в отдел математических методов в геологии Всесоюзного научно-исследовательского геолого-разведочного нефтяного института (ВНИГНИ), где занимался обработкой экспериментальных данных, построением структурных карт на ЭВМ, разработкой методов подсчёта запасов нефти и газа.
С 1976 по 1978 годы — старший научный сотрудник отдела механики природных процессов НИИ механики МГУ.
В 1978 году — защитил кандидатскую диссертацию.
В 1978 года по настоящее время — работает в Институте физики Земли, пройдя путь от старшего научного сотрудника до заведующего лабораторией комплексной геодинамической интерпретации наземных и спутниковых данных.
В 1989 году — защитил докторскую диссертацию, тема: «Динамические модели структур литосферы при интерпретации геологических и геофизических данных».
В 2019 году — избран член-корреспондентом РАН.
В 2025 году — избран действительным членом РАН.

## Научная деятельность
Специалист в области геофизики, геодинамики, численного моделирования, использования спутниковых технологий в науках о Земле.
Выполнил работы по разделению гравитационных аномалий, связанных с источниками различной глубинности, разрабатывал методы количественной интерпретации морских магнитных аномалий, построил геодинамические модели формирования пассивных континентальных окраин, внутриплитных осадочных бассейнов, океанических рифтовых зон, разрабатывал теорию и методы решения задачи палеотектонического анализа. Построенные геодинамические моде-ли послужили основой для развития теории и методов комплексной интерпретации геологических и геофизических данных.
Автор 118 научных работ, в том числе трёх монографий, 1 патента.
С 2006 года — ведёт преподавательскую деятельность в должности профессора кафедры физики Земли отделения геофизики физического факультета МГУ.
Заместитель председателя научного Совета по физике недр Земли при Отделении наук о Земле РАН, председатель секции Научного совета по математическому моделированию геофизических полей и процессов, член Американского геофизического союза.

## Награды
- Почётная грамота Президента Российской Федерации (5 февраля 2024 года) — за заслуги в развитии отечественной науки, многолетнюю плодотворную деятельность и в связи с 300-летием со дня основания Российской академии наук[4].